# Pāborj
Pāborj (persiska: پای برج, Pā Borj, Pāy-e Borj, پابرج) är en ort i Iran.   Den ligger i provinsen Lorestan, i den västra delen av landet, 400 km sydväst om huvudstaden Teheran. Pāborj ligger 1 606 meter över havet och antalet invånare är 193.
Terrängen runt Pāborj är varierad.Runt Pāborj är det ganska tätbefolkat, med 72 invånare per kvadratkilometer. Närmaste större samhälle är Aleshtar, 1,1 km sydost om Pāborj. Trakten runt Pāborj består i huvudsak av gräsmarker.